# المقداد بن عبد الله الحلي
المقداد بن عبد اللّه بن محمد بن الحسين بن محمد الأسدي، شرف الدين أبو عبد اللّه السيوري، الحلّي ثم النجفي، المعروف بـ"الفاضل المقداد"، وبـ"الفاضل السيوري"، أحد أعيان الامامية المتوفى سنة 826 ق. ولد في قرية سيور التابعة لمدينة الحلة في وسط العراق في قبيلة بني أسد. سكن– بعد طيّه لمقدمات العلوم والكمالات المعنوية- مدينة النجف وتلمذ على الفقيه المتضلّع الشهيد الأوّل محمد بن مكي العاملي، واختص به، وأخذ عنه العلم، وروى عنه. كما تلمّذ على يد أبي الحسن علي بن هلال الجزائري شيخ محمد بن شجاع القطّان الحلي المعروف بابن القطّان.
تلمذ على يديه الحسن بن راشد الحلي.
ترك المقداد كتباً كثيرة، حظي عددٌ منها باهتمام واعتناء العلماء من أبرزها: كنز العرفان في فقه القرآن في دراسة آيات الأحكام مطبوع في جزءين.

## الهوية الشخصية
هو الشّيخ الفاضل الفقيه جمال الدّين وشرف المعتمدين أبو عبد اللّه المقداد بن عبد اللّه بن محمّد بن الحسين بن محمّد السيوريّ الحلّي الأسديّ الغرويّ المعروف بالفاضل السيوريّ والفاضل المقداد، عند الفقهاء المتأخّرين، كان من أجلّاء الأصحاب، وعظماء مشايخ الرّجال جامعا بين المعقول والمنقول، عالما فاضلا متكلّما محقّقا مدقّقا من أعاظم الفقهاء قد أثنى عليه كلّ من عنونه بالثناء الجميل، والذّكر النبيل.
لكنّا لم نعثر في كتب الرّجال والتراجم على شرح حاله وكيفيّة حياته إلّا على أنّه سيوريّ، أسديّ، غرويّ من أجلّ تلامذة الشّهيد فالرّجل مع نبالته وعظم شأنه عند الأصحاب، ورواج كتبه المؤلّفة في شتّى المواضيع، لم يعرف إلّا بأنّه من سيور قرية من قرى الحلّة وأنّه كان من بني أسد المتوطّنين بالعراق وتتلمّذ عند الشّهيد وسمع منه عندما ارتحل الشّهيد إلى النّجف الغريّ، وتوفّي رحمه اللّه سنة 826 الهجرية ودفن في مقابر النجف.

## تلامذته والرّاوون عنه
كان- رحمه اللّه- علما من الأعلام، ووجها من وجوه أصحابنا، فهو شيخ من المشايخ العظام، أسطوانة للفقه والكلام قد تخرّج عليه جمع من الفقهاء، وسمع منه كثير من مشايخ الإجازة منهم:
1. شيخ مشايخ الإماميّة في عصره، أبو الحسن علي بن هلال الجزائري.
2. الشّيخ شمس الدّين محمّد بن الشجاع القطّان الأنصاريّ الحلّي العالم الكامل صاحب كتاب معالم الدّين في فقه آل ياسين المعروف بابن القطّان.
3. رضيّ الدّين عبد الملك بن شمس الدّين إسحاق بن عبد الملك بن محمّد بن محمّد بن فتحان الحافظ القميّ محتداً القاسانيّ مولداً.
4. الشّيخ الصالح العالم الفاضل زين الدّين عليّ بن الحسن بن علالة. 5- الفاضل الفقيه والشاعر الأديب الشّيخ حسن بن راشد الحلّيّ.[4]

## مؤلفاته
كان- رحمه اللّه- فاضلا محقّقا مدقّقا أديبا، ذا رأى بديع، وذوق لطيف فأتقن تآليفه وكتبه أحسن إتقان، ورتّبها على أجمل ترتيب وأقوم برهان، أودع فيها من لطائف التّحقيقات، وبدائع الفوائد، ما يروق النّاظر، ويفيد الطّالب، ويهديه إلى بغيته المطلوبة. ومن مؤلفاته:
- رساله آداب الحج
- الأدعية الثلاثون
- الأربعون حديثاً
- إرشاد الطالبين إلي نهج المسترشدين
- شرح ألفيه الشهيد الأوّل
- الأنوار الجلية في شرح الفصول النصيرية للخواجة نصير الدين الطوسي
- تجويد البراعة في شرح تجريد البلاغة
- التنقيح الرائع في شرح مختصر الشرائع
- جامع الفوائد في تلخيص القواعد
- شرح سي فصل: للخواجة نصير الدّين الطوسيّ في النجوم والتّقويم الرقميّ.
- كنز العرفان في فقه القرآن
- اللّوامع الإلهيّة: في المباحث الكلاميّة
- النافع يوم الحشر في شرح الباب الحادي عشر
- نضد القواعد الفقهية علي مذهب الإمامية
- نهج السّداد في شرح واجب الاعتقاد للعلامة الحلي.
- شرح مبادئ الأصول للعلامة الحلي
- تفسير مغمضات القرآن.[5]

## وفاته
توفّي الشيخ المقداد السيوري في السادس والعشرين من جمادى الثانية عام 826 هـ في النجف، ودُفن في وادي السلام.